# 桥接损耗
桥接损耗（Bridging loss）是在特定頻率下，傳輸線上連接了阻抗而產生的损耗，表示為傳輸線上連接阻抗後，傳送到阻抗後的信號能量，除以連接阻抗前傳送到同一點信號能量的比值，單位是分貝。